# Residualurin
Residualurin, resurin, avser den urin som blir kvar i urinblåsan efter urinering, till exempel vid prostataförstoring (normalt skall ingen sådan urin finnas).